# Филдинг, Джордж, 1-й граф Десмонд
Джордж Филдинг (англ. George Feilding; приблизительно 1608 — 31 января 1665) — английский аристократ, 1-й барон Филдинг и 1-й виконт Каллан в пэрстве Ирландии с 1622 года, 1-й граф Десмонд в пэрстве Ирландии с 1628 года, рыцарь Бани.
Джордж Филдинг был вторым сыном Уильяма Филдинга, и Сьюзен Вильерс. Брат его матери Джордж Вильерс в 1614 году стал фаворитом короля Якова I, благодаря чему вся семья возвысилась: Уильям получил английский титул графа Денби, а Джордж — ряд ирландских титулов. После Реставрации, в 1661 году, он был посвящён в рыцари Бани.
В браке сэра Джорджа с Бриджит Стэнхоуп, дочерью сэра Майкла Стэнхоупа и Энн Рид, родились семь детей:
- Джордж[3];
- Фрэнсис (умерла в 1680);
- Мэри (умерла в 1691), жена сэра Чарльза Гоуди;
- Бриджит (умерла в 1669), жена Артура Парсонса[4];
- Уильям (1640—1685), 2-й граф Десмонд, 3-й граф Денби[5];
- Чарльз (после 1641—1722)[3];
- Джон (после 1641—1697).